# Idra di Lerna
L'Idra di Lerna (in greco antico: Ύδρα?, Hýdra) è un mostro leggendario della mitologia greca e romana che appare principalmente  nei miti riguardanti Eracle.

## Aspetto
È un mostro velenosissimo in grado di uccidere un uomo con il solo respiro, con il suo sangue o al solo contatto con le sue orme.
Viene descritto come un grande serpente marino anfibio dotato di sei o nove teste ed ogni volta che una viene tagliata ne ricrescono altre 2
Alcuni autori come Simonide e Diodoro Siculo narrano di un numero di teste pari a cinquanta e oltre, mentre Pausania riferisce di una sola testa e ne ridimensiona la stazza paragonandola a una biscia di mare.

## Genealogia
Fu allevata da Era ma era figlia di Tifone ed Echidna ed aveva come fratelli Cerbero, Ortro e la Chimera.

## Mitologia

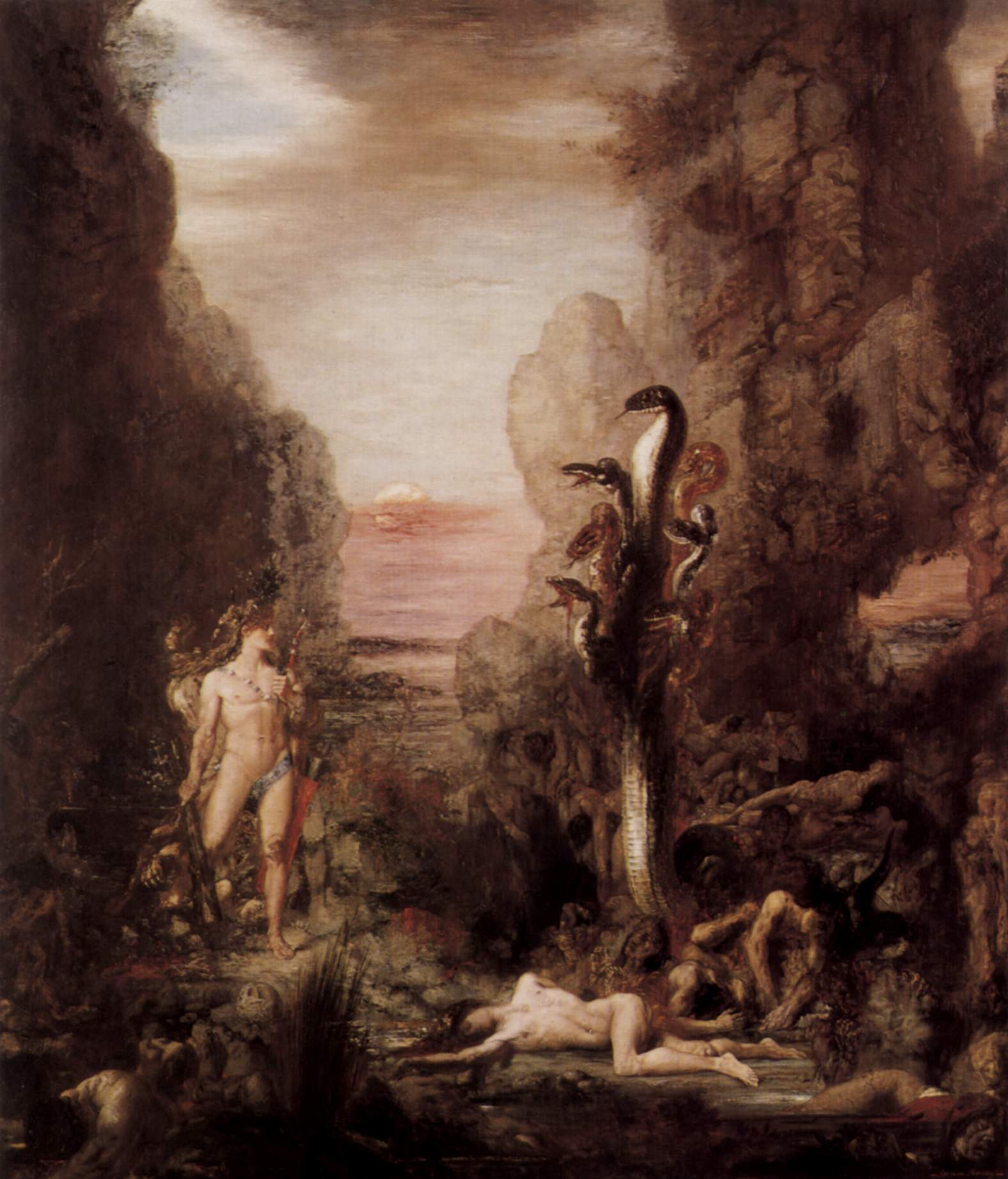
Eracle e l'Idra di Lerna, olio su tela di Gustave Moreau, 1876, Art Institute di Chicago.

L'idra terrorizzava la città di Lerna nell'Argolide e viveva in una palude nei pressi delle sorgenti di Amimone.

### La seconda fatica di Eracle
Il compito di ucciderla fu assegnato ad Eracle per la sua seconda fatica: l'eroe stanò l'Idra con delle frecce infuocate per poi affrontarla, ma ogni volta che le veniva tagliata una delle teste ne ricrescevano due dal corpo. Eracle fu così aiutato da Iolao che, dopo ogni taglio di una testa ne cauterizzava il moncherino con il fuoco impedendone la ricrescita. Il mostro fu definitivamente vinto e ucciso da un masso utilizzato da Eracle per schiacciarne la testa immortale.

### L'aiuto del Carcino
Per volontà di Era durante la battaglia emerse dalla palude il Carcino (un granchio) che, mandato ad affiancare l'Idra, pizzicò con le sue chele i piedi di Eracle che però lo schiacciò sotto il tallone.

### Dopo la sua morte
Eracle immerse le frecce nel sangue velenoso del mostro appena ucciso, e ottenne così che ogni futura ferita provocata diventasse incurabile.
L'Idra ed il Carcino furono trasformati in costellazioni da Era. Rispettivamente l'Idra e il Cancro.

## Nel medioevo

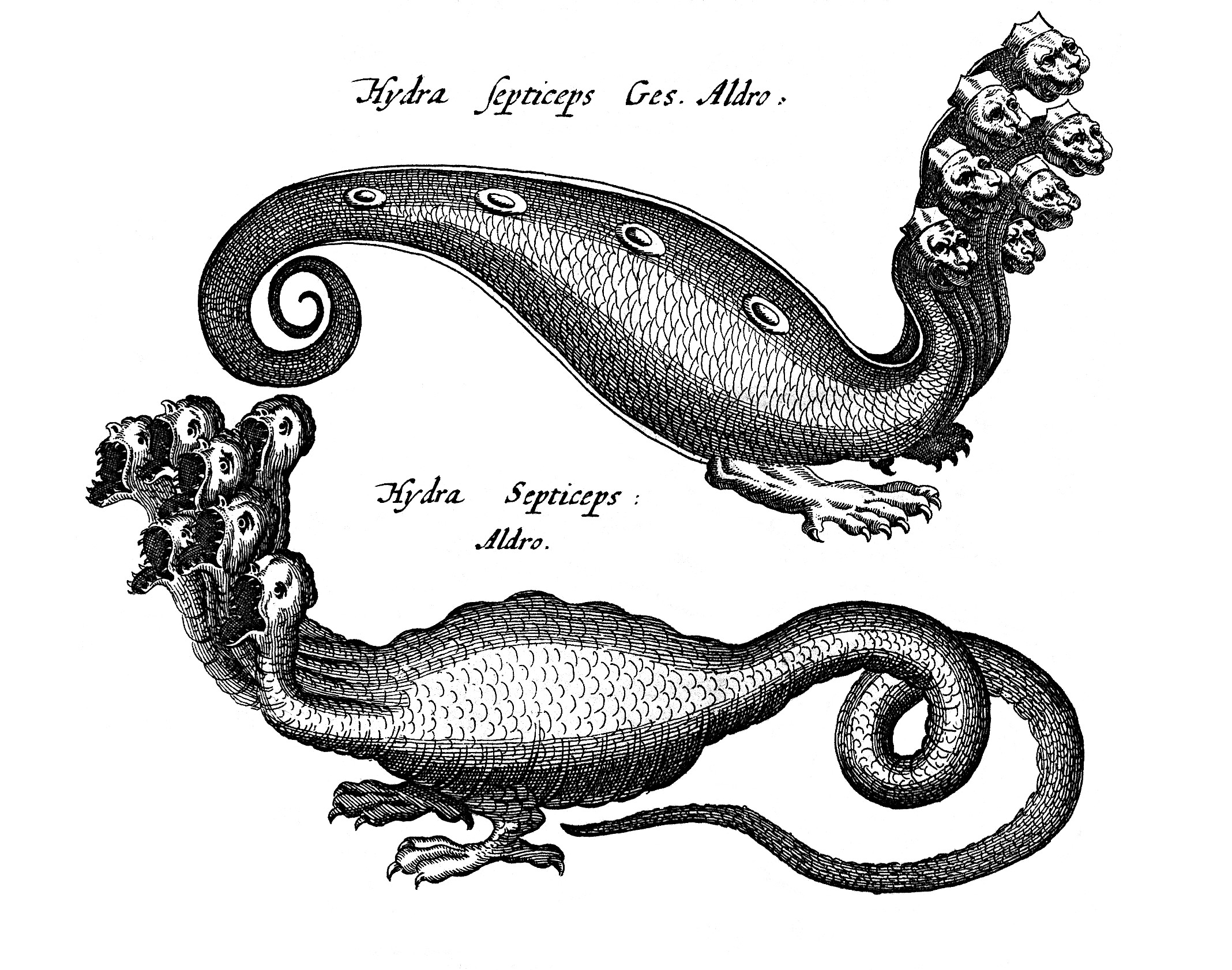
Un'idra in un'illustrazione di una versione olandese seicentesca dell'Historiae naturalis di Johannes Jonston.

Nella zoologia mitologica medioevale, il termine "idra" sta ad indicare un generico drago con molte teste. In alcuni bestiari medioevali è citato anche l'hydrus, un serpente nemico per antonomasia del coccodrillo, dal quale si fa inghiottire per poi lacerarne l'intestino (analogamente a come era detto fare l'icneumone).
Erasmo da Rotterdam nei suoi Adagia paragona la guerra all'idra di Lerna:

## Nell'età moderna
I contro-rivoluzionari paragonavano l'idra di Lerna alla rivoluzione francese, che bisognava annientare se si voleva evitare che contaminasse tutta l'Europa.